# Miel de Corse
Le miel de Corse ou mele di Corsica en langue corse : est un miel produit en Corse. Cette appellation d'origine est préservée via une appellation d'origine protégée (AOP) depuis 1998. 

## Origine et histoire
Bien que l'on retrouve des traces de pratiques apicoles paysannes, en Corse, remontant à l'antiquité, cette activité nourricière humaine est presque à l'abandon au sortir de la Seconde Guerre mondiale. Les agriculteurs s'organisent à partir de 1976, demandent et obtiennent une préservation commerciale de l'appellation d'origine, pour leur production de miel.

## Le miel
Il y a six variétés de miels de Corse : « printemps », « maquis de printemps », « miellat du maquis », « maquis d'été », « châtaigneraie » et « maquis d'automne ».

## Économie

### Chiffres de production
La production actuelle est d'environ 250 à 300 tonnes de miel, en Corse.

## À voir aussi